# Sabrina Bryan
Reba Sabrina Hinojos, mer känd som Sabrina Bryan, född 16 september 1984 i Yorba Linda, Kalifornien, är en amerikansk sångerska, skådespelare, författare, låtskrivare, modedesigner, koreograf, dansare och TV-personlighet. Hon är mest känd för rollen som Dorinda "Do" Thomas i Disney Channel-filmerna The Cheetah Girls, The Cheetah Girls 2 och The Cheetah Girls 3.
Från 2003 till 2008 var Bryan med i musikgruppen The Cheeath Girls tillsammans med sina kollegor Adrienne Bailon och Kiely Williams.

## Filmografi
- 2009 – Help Me, Help You
- 2017 – Dance Night Obsession

TV-film
- 1996 – Mrs. Santa Claus
- 2003 – The Cheetah Girls
- 2006 – The Cheetah Girls 2
- 2008 – The Cheetah Girls: One World

## Diskografi
Album med the Cheetah Girls
- 2003 – The Cheetah Girls (soundtrack)
- 2005 – Cheetah-licious Christmas
- 2006 – The Cheetah Girls 2 (soundtrack)
- 2007 – In Concert: The Party's Just Begun Tour
- 2007 – TCG
- 2008 – The Cheetah Girls: One World (soundtrack)

Soloalbum
- 2006 – Byou
- 2009 – Byou 2